# El Alto, Sinaloa
El Alto är en ort i Mexiko.   Den ligger i kommunen Guasave och delstaten Sinaloa, i den västra delen av landet, 1 200 km nordväst om huvudstaden Mexico City. El Alto ligger 9 meter över havet och antalet invånare är 123.
Terrängen runt El Alto är mycket platt. Runt El Alto är det ganska tätbefolkat, med 100 invånare per kvadratkilometer. Närmaste större samhälle är El Burrión, 18,8 km norr om El Alto. Trakten runt El Alto består till största delen av jordbruksmark.